# Kate French
Katherine Elizabeth French (conocida como Kate French; Meopham, 11 de febrero de 1991) es una deportista británica que compite en pentatlón moderno.
Participó en los Juegos Olímpicos de Tokio 2020, obteniendo una medalla de oro en la prueba femenina. En 2022 fue nombrada miembro de la Orden del Imperio Británico (MBE).

## Palmarés internacional
| Juegos Olímpicos | Juegos Olímpicos | Juegos Olímpicos | Juegos Olímpicos |
| Año              | Lugar            | Medalla          | Competición      |
| ---------------- | ---------------- | ---------------- | ---------------- |
| 2020             | Tokio ( Japón)   | Medalla de oro   | Individual       |